# Богомир Мијатовић
Богомир Мијатовић Богица (рођен 11. августа 1947. у Мраморку) је српски новинар, водитељ, музички уредник и публициста. Професионалну каријеру почео је 1968. године у Радио Новом Саду, најпре као хонорарни сарадник а од 1975. године запослен је на неодређено време. Уређивао је и водио популарне емисије Рандеву са музиком (вероватно најстарију у Европи и једну од најстаријих на свету – емитује се у истом термину од 1. јуна 1957. године, када ју је покренуо Ангело Влатковић) и Поп експрес. Јануара 1980. покренуо је, уређивао и водио емисију Уз светлост поноћне лампе, која се непрекидно емитује и данас. Један је од покретача Радио Стотке и њен последњи одговорни уредник. На Радио Стотки покренуо је, уређивао и водио емисију Моја генерација.
Аутор је две енциклопедије: НС рокопедијa – новосадска рок сцена 1963 – 2003 (Switch, Нови Сад, 2005 ) и Илустрована енциклопедија рок музике у Војводини 1963 – 2013 (Switch, Нови Сад, 2013). 
Аутор је књигa: Памтите ме по пјесмама мојим (Прометеј, Нови Сад, 2018), у којој је сакупио 301 песму Душка Трифуновића на које су композитори написали музику, Слушај мене а ради по своме (Прометеј, Нови Сад, 2020), у којој се налази избор мисли и поука Душка Трифуновића које је Богомир прикупљао из разних писаних извора, Новосадска рок поезија (Соларис/Друштво новосадских књижевника, Нови Сад, 2019) и књиге Песници у популарној музици - од Његоша до савремених песника (Прометеј, Нови Сад, 2021).
Добитник је награде за публицистику ‘’Светозар Милетић”, коју додељују лист Дневник и Извршно веће Војводине, као и награде ‘’Златно перо” Друштва новинара Војводине.
Налази се у српском издању књиге Who is Who 2011 – 2013 (Завод за уџбенике, Београд).
Аутор је текстова за Српску енциклопедију (Матица Српска, Српска академија наука и Завод за уџбенике, Београд)
Од 2012. је пензионер.

## Радио Нови Сад
Пошто је почетком 1968. године у омладинској емисији Радио Новог Сада Сусрет у 10 три пута узастопно добио награде (сингл плоче), Богомир је позван да у наредној буде гост. Препознајући његово знање и љубав према музици, Милош Новичић, уредник редакције Омладинског радија, понудио му је да постане део редакције. Прво водитељско искуство имао је управо у емисији Сусрет у 10. На позив Ангела Влатковића, уредника Редакције забавне музике, прелази у поменуту редакцију и постаје, уз Витомира Симурдића и Анђелка Малетића, уредник и водитељ култне емисије Рандеву са музиком. 
“Ми смо дошли 67 – 68 године у Радио, а регрутовао нас је најпре Омладински програм. Ангело је заслужан, јер нас је увео у Рандеву и дао нам велику ауторску слободу. Заправо, ова емисија се пењала ка врхунцу утицаја и моћи управо када смо ми (млади аутори) постали уредници и водитељи. - Богомир Мијатовић 
Početkom januara 1980. pokrenuo je emisiju Uz svetlost ponoćne lampe, koji je uređivao i vodio do kraja prošlog veka.
“Као инспирација за наслов – послужила ми је истоимена песма Џимија Хендрикса, којег сам обожавао. Наравно и термин емитовања емисије (пре поноћи – суботом) је у складу са називом. Овде сам се бавио старом музиком, историјом рока. Понекад сам у “Лампи” објављивао интервјуе које сам радио са великим светским музичарима, на пример Билом Вајменом (басиста групе Ролинг Стоунс)”. - Богомир Мијатовић.

## Телевизија Нови Сад / Телевизија Војводине
У пролеће 1980. године, позивом Љубомира Лукића, уредника Забавне редакције, да припреми музику за једно од емисија, започиње сарадњу с телевизијом, на којој је радио до пензионисања.
“Убрзо ми је Петар Јурић, уредник за забавну музику у ТВ НС, понудио да осмислим једну музичку емисију о рокенролу. Тако је настао "Рок театрон" кроз који је продефиловао велики број исклучиво младих и нових бендова као што су Лола В. Стеин, Зијан, Лет 3, Асторија, Каризма, Торпеда, Глориа, Освајачи, Војвођански блуз бенд…“ - Богомир Мијатовић
Урадио је бројне ауторске емисије: портрети ЈУ групе и групе Смак, У инат годинама (о групи Индекси), Велики оркестри РТС-а (Плесни оркестар РТВ Нови Сад и Тамбурашки оркестар РТВ Нови Сад), као и серијали Радио који волим (о радијским музичким емисијама које су биле важне за домаћи рок), Пионири новосадске рок сцене и Војвођанска рокенрол прича. Три године био је уредник новосадског издања ТВ емисије Гаража, кроз коју су прошли скоро сви војвођански бендови из тог периода, док је за Дечији програм ТВ НС уредио серију Лако на теме лаке.
Као музички сарадник радио је на серијалима: Музички клуб, Музика, време, људи (историја југословенске рок сцене), Недељно поподне, Од нашег дописника, Променада, Новогодишњи програми, као и серији Специјална редакција (сценариста Ђорђе Балашевић), шоу програмима Жени с љубављу, Јесен стиже дуњо моја, и др.  
Од 1993. године у неколико наврата био је одговорни уредник Музичког програма ТВ НС, односно РТВ Војводине.
Био је идејни творац и покретач емисије Грување.

## Фестивали, новине и издања
Године 1978. са београдским новинаром Петром Поповићем Пецом, Драганом Гојковићем Гојом и Будимиром Гођевцем (Војводина концерт, званични организатор) у Новом Саду организовао је последњи БООМ фестивал. На његов предлог Ангело Влатковић, уметнички директор фестивала Опатија 1978, као једног од два представника РТВ Нови Сад на поменути фестивал послао је Ђорђа Балашевића, моралног победника истог.
Учествовао је у организацији бројних концерата у Студију М, ЕБУ Рок фестивала, ЕБУ фолк фестивала, био је уредник вечери на Омладинском фестивалу у Суботици, као и један од покретача Фестивала акустичарске музике у Новом Саду. У сарадњи са Музичком омладином маја 2015. организовао је хуманитарни концерт за помоћ оболелој Јадранки Стојаковић.
Писао је за Глас омладине, Дневник, Взлет и Џубокс магазин.
Године 1995. с Петром Поповићем Пецом за издавачку кућу Комуна приредио је ЦД бокс сет од 10 дискова под називом ЈУ ретРокспектива, као и ЦД То мајка више не рађа (композиције посвећене Јосипу Брозу Титу).